# Hexatoma (Eriocera) setifera
Hexatoma (Eriocera) setifera is een tweevleugelige uit de familie steltmuggen (Limoniidae). De soort komt voor in het Australaziatisch gebied.